# Октябрьское сельское поселение (Первомайский район)
Октябрьское се́льское поселе́ние (укр. Октябрське сільське поселення, крымскотат. Юдендорф кой юрту, Yudendorf köy yurtu) — муниципальное образование в составе Первомайского района Республики Крым России.

## География
Поселение расположено на востоке центральной части района, в степном Крыму, примыкая на востоке и юго-востоке к Красногвардейскому району. Граничит на юге с Гвардейским, на западе с Гришинским и на севере с Первомайским и Крестьяновским сельскими поселениями.
Площадь поселения 63,70 км².
Транспортное сообщение осуществляется по региональной автодороге 35Н-415 от шоссе 35Н-407, либо 35Н-300 (по украинской классификации — С-0-11031).

## Население
| 2001  | 2014  | 2015  | 2016  | 2017  | 2018  | 2019  |
| ----- | ----- | ----- | ----- | ----- | ----- | ----- |
| 1659  | ↘1363 | ↗1366 | ↘1363 | ↘1344 | ↘1327 | ↘1308 |
| 2020  | 2021  |       |       |       |       |       |
| ↘1297 | ↘1271 |       |       |       |       |       |

## Состав сельского поселения
Поселение включает 2 населённых пункта:
| № | Населённый пункт | Тип населённого пункта | Население на 2014 год |
| - | ---------------- | ---------------------- | --------------------- |
| 1 | Октябрьское      | село, центр            | ↘1192                 |
| 2 | Каменка          | село                   | ↘171                  |

## История
В 1930-х годах был образован Юдендорфский сельский совет в составе еврейского национального Лариндорфского района, и на 1940 год он уже существовал. Указом Президиума от 21 августа 1945 года он был переименован в Октябрьский сельский совет. С 25 июня 1946 года сельсовет в составе Крымской области РСФСР. 26 апреля 1954 года Крымская область была передана из состава РСФСР в состав УССР.
На 15 июня 1960 года в составе совета числились населённые пункты:

| - Абрикосово - Каменка | - Красная Равнина - Октябрьское | - Ракушечное |

Указом Президиума Верховного Совета УССР «Об укрупнении сельских районов Крымской области», от 30 декабря 1962 года был упразднён Первомайский район и село присоединили к Красноперекопскому. 8 декабря 1966 года был восстановлен Первомайский район, к 1 января 1968 года Ракушечное было упразднено, Абрикосово передано в Островский сельсовет, в совет добавились Братское, Гвардейское и Еленовка. К 1 января 1977 года был восстановлен Гвардейский сельсовет, после 1 июня 1977 года упразднена Красная Равнина.
С 12 февраля 1991 года сельсовет в восстановленной Крымской АССР, 26 февраля 1992 года переименованной в Автономную Республику Крым. По Всеукраинской переписи 2001 года население совета составило 1659 человек. С 21 марта 2014 года в составе Крыма аннексировано Россией. Законом «Об установлении границ муниципальных образований и статусе муниципальных образований в Республике Крым» от 4 июня 2014 года территория административной единицы была объявлена муниципальным образованием со статусом сельского поселения.